# Jugoslavija na Svetovnem prvenstvu v hokeju na ledu 1939
Jugoslavija je na Svetovnem prvenstvu v hokeju na ledu 1939, ki je potekalo med 3. in 12. februarjem 1939 v Švici, z remijem in štirimi porazi osvojila trinajsto mesto. To je bilo prvo veliko tekmovanje za jugoslovansko hokejsko reprezentanco in edino Svetovno prvenstvo, ko je nastopala v elitni skupini. V reprezentanci so bili igralci ljubljanske SK Ilirije in kot rezervni igralci še trije zagrebški hokejisti. Luce Žitnik je dosegel prvi gol Jugoslavije na Svetovnih prvenstvenih na tekmi proti belgijski reprezentanci.
Prva tekma proti češkoslovaški reprezentanci je tudi bila otvoritvena tekma Svetovnega prvenstva, simbolično je prvi met izvedel predsednik Mednarodne hokejske zveze, Francoz Paul Loicq, jugoslovanska reprezentanca pa jo je pričakovano visoko izgubila z 0:24 pred 2000 gledalci v Baslu. Za češkoslovaško je Josef Maleček na tekmi dosegel kar sedem golov, Jaroslav Drobný jih je dosegel pet, po štiri sta dosegla Oldřich Kučera in Ladislav Troják, po dva pa Oldřich Hurych in Viktor Lonsmín.

## Postava
- Selektor: Viktor Vodišek
- Prvi napad: Ice Rihar, Tone Pogačnik, Milivoje Popović
- Drugi napad: Luce Žitnik, Milan Lombar, Jože Gogala
- Tretji napad: Oton Gregorič, Karol Pavletič, Mirko Eržen
- Ostali: Julije Katić, Zvonko Stipetić, Berhauzer, Beslak

## Tekme

### Predtekmovanje
| 3. februar 1939 | Češkoslovaška | 24–0 | Jugoslavija | Basel |

| Poročilo tekme | Poročilo tekme | Poročilo tekme | Poročilo tekme | Poročilo tekme |
| -------------- | -------------- | -------------- | -------------- | -------------- |
|                |                | (10:0,7:0,7:0) |                | Gledalci: 2000 |

| 4. februar 1939 | Švica | 23–0 | Jugoslavija | Zürich |

| Poročilo tekme | Poročilo tekme | Poročilo tekme | Poročilo tekme | Poročilo tekme |
| -------------- | -------------- | -------------- | -------------- | -------------- |
|                |                | (7:0,7:0,9:0)  |                |                |

| 5. februar 1939 | Latvija | 6–0 | Jugoslavija | Zürich |

| Poročilo tekme | Poročilo tekme | Poročilo tekme | Poročilo tekme | Poročilo tekme |
| -------------- | -------------- | -------------- | -------------- | -------------- |
|                |                | (0:0,3:0,3:0)  |                |                |

### Za 9. do 14. mesto
| 7. februar 1939 | Belgija | 3–3 | Jugoslavija | Zürich |

| Poročilo tekme | Poročilo tekme                        | Poročilo tekme | Poročilo tekme               | Poročilo tekme |
| -------------- | ------------------------------------- | -------------- | ---------------------------- | -------------- |
|                | Pootmans ? Lekens ? Van den Bussche ? | (2:1,1:0,0:2)  | ? Žitnik ? Pavletič ? Gogola |                |

| 8. februar 1939 | Latvija | 4–0 | Jugoslavija | Zürich |

| Poročilo tekme | Poročilo tekme | Poročilo tekme | Poročilo tekme | Poročilo tekme |
| -------------- | -------------- | -------------- | -------------- | -------------- |
|                |                | (2:0,0:0,2:0)  |                |                |